# The Flaming Lips
The Flaming Lips (formada a Oklahoma City, Oklahoma el 1983) és una formació nord-americana de rock alternatiu. El grup va gravar diversos àlbums i EP amb el petit segell discogràfic Restless Records durant els anys 80 i al principi dels anys 90. Després de signar amb Warner Bros, van obtenir el seu primer èxit el 1995 amb "She Don't Use Jelly". Tot i que seria el seu únic èxit, la banda ha mantingut el respecte dels crítics i, en menor mesura, viabilitat comercial.

## Discografia
- Hear It Is (1986)
- Oh My Gawd!!! (1987)
- Telepathic Surgery (1989)
- In a Priest Driven Ambulance (1990)
- Hit to Death in the Future Head (1992)
- Transmissions from the Satellite Heart (1993) #108 US
- Clouds Taste Metallic (1995)
- Zaireeka (1997)
- The Soft Bulletin (1999) #39 UK
- Yoshimi Battles the Pink Robots (2002) #50 US, #13 UK
- At War with the Mystics (2006)
- Embryonic (2009)
- The Terror (2013)
- Oczy Mlody (2017)
- King's Mouth (2019)